# エステート24
エステート24ホールディングス株式会社（えすてーとにじゅうよんほーるでぃんぐす、ESTATE24HOLDINGS CO., LTD ）は、オール電化と太陽光発電のシステム販売設置工事、不動産事業を主体とする住宅系販売会社である。

## 概要
2009年1月に秋田新太郎が東大阪市の一軒家1階で創業し、太陽光発電システムとオール電化商品の販売設置工事をするECOソリューション事業、不動産の賃貸斡旋と売買仲介する不動産コンサルティング事業、を主体とする関西の住宅系総合会社である。2013年に本社を茶屋町へ移転。
一時は、売上高が135億円を誇る企業にまで急成長したが、のちに粉飾決算の事案が起こり、実際には25億円程度であったとして、社長の秋田新太郎ら2人が大阪地検特捜部に逮捕された。

## 事業展開
太陽光発電システムとオール電化商品の販売と設置工事を、おもに関西で開始し、2010年に西日本へ販売地域を広げる。
2012年に再生可能エネルギーの固定価格買い取り制度が開始されると産業用太陽光発電を手掛ける。家電量販店とタマホームや東栄住宅などハウスメーカーと提携し、太陽光発電システムを既存住宅へ販売し、新築住宅へ卸売りを行った。不動産賃貸物件仲介を心斎橋筋で24時間営業で開始し、来店客はマイバッハやベントレーなど高級車で送迎する。梅田、心斎橋、難波、上本町、桜川、歌舞伎町で営業する。また、秋田新太郎が代表を務める株式会社グローバルエナジーHD（ホールディングス）をタマホーム会長兼社長の玉木康裕も出資し設立したことが、タマホーム株式会社のIR情報及び公式ホームページ上の株主欄に明記された。

## 不正融資事件
グループ会社の売上などを計上して決算書を粉飾し、みずほ銀行から融資金約2億円を詐取したとして、社長の秋田新太郎ら2人が大阪地検特捜部に逮捕された。同社は12年12月期の売上高を135億円になると公表していたが、捜査関係者によると、実際は25億円程度の売上高だった。決算を粉飾して返済能力があると装い、さらに他のメガバンクから融資を受けたとする偽造証明書を提出していたという。
金融機関からの借入金は、千葉銀行からの約1億円とその他の複数の銀行からの数千万円単位の借入金を合わせて3億円弱。さらに施工会社や仕入先への未払金が3億円で、計6億円の債務があり、余罪は20億円を超えるとされた。平成27年（う）70号 詐欺被告事件。逮捕された2名は容疑を認め、大阪地検は11月8日、両名をみずほ銀行に対する詐欺罪で起訴した。一審の大阪地方裁判所は代表者である秋田新太郎に懲役2年4か月の実刑判決を言い渡した。その後、平成27年（2015年）7月30日に大阪高等裁判所は第3刑事部が懲役3年執行猶予5年の判決を言い渡した。その後、秋田が執行猶予中に海外へ移住していたことが後に分かった。

## 労働基準法違反
平成27年3月30日に天満労働基準監督署は労働基準法違反（賃金台帳への労働時間未記入）の容疑で、エステート24ホールディングス株式会社と総務・経理部門責任者を大阪地方検察庁に書類送検する。

## 今までのスポンサー番組・イベント
- 井岡ボクシングジム
- THE　OUTSIDER - 『総合格闘技大会』
- 格闘技団体　強者 - 『総合格闘技大会』
- WARU　下克上 - 『総合格闘技大会』
- GRACHAN - 『総合格闘技大会』
- ASIATO - 『総合格闘技大会』